# Horīn Khalīfeh
Horīn Khalīfeh (persiska: هرین خلیفه) är en ort i Iran.   Den ligger i provinsen Lorestan, i den västra delen av landet, 400 km sydväst om huvudstaden Teheran. Horīn Khalīfeh ligger 1 361 meter över havet och antalet invånare är 329.
Terrängen runt Horīn Khalīfeh är kuperad åt nordväst, men åt sydost är den platt. Runt Horīn Khalīfeh är det ganska tätbefolkat, med 52 invånare per kvadratkilometer. Närmaste större samhälle är Kūhdasht, 8,0 km sydost om Horīn Khalīfeh. Omgivningarna runt Horīn Khalīfeh är i huvudsak ett öppet busklandskap.